# Hugues Duboscq
Pour les articles homonymes, voir Duboscq.
Hugues Duboscq est un nageur français licencié au Club nautique havrais (CNH) spécialiste de la brasse, né le 29 août 1981 à Saint-Lô (Manche).
Il a été médaillé de bronze du 100 m brasse aux Jeux olympiques d'Athènes en 2004, double médaillé de bronze du 100 m et 200 m brasse aux Jeux olympiques de Pékin en 2008 et médaillé d'argent sur 100 m brasse aux championnats du monde de natation 2009. Il a également été le premier Français à parcourir la distance du 100 m en moins d'une minute, en grand bassin, le 19 mars 2008 à Eindhoven (Pays-Bas), puis en moins de 59 secondes, le 27 juillet 2009 à Rome (Italie).
Il est également multi-médaillé en championnats d'Europe, tant en grand bassin qu'en petit bassin. Il a remporté plus de 40 titres de champion de France.
À la fin de sa carrière, il s'est reconverti comme plongeur dans la Gendarmerie maritime.
En son honneur, la piscine de Forges-les-Eaux a été renommée Piscine Hugues Duboscq.

## Palmarès

### Jeux olympiques
| Discipline / Année | Athènes 2004        | Pékin 2008          |
| 100 m brasse       | Bronze 1 min 0 s 88 | Bronze 59 s 37      |
| 200 m brasse       | série               | Bronze 2 min 8 s 94 |

### Championnats du monde
| Discipline / Année | Barcelone 2003  | Montréal 2005          | Melbourne 2007 | Rome 2009            | Shanghai 2011                   |
| 50 m brasse        | -               | 4e 27 s 87             | 1/2 finale     | -                    |                                 |
| 100 m brasse       | 8e 1 min 1 s 48 | Bronze 1 min 0 s 20 RF | 1/2 finale     | Argent 58 s 64 RF RE | 12e des 1/2 finale 1 min 0 s 56 |
| 200 m brasse       | -               | -                      | -              | 1/2 finale           | séries                          |
| 4 × 100 m 4 nages  | -               | -                      | -              | -                    | 9e des séries 3 min 36 s 21     |

### Championnats d'Europe

#### En grand bassin
| Discipline / Année | Helsinki 2000   | Berlin 2002          | Madrid 2004          | Budapest 2006    | Eindhoven 2008      | Budapest 2010        | Debrecen 2012  |
| 50 m brasse        | 1/2 finale      | 7e 28 s 16           | Argent 28 s 23       | 1/2 finale       | 4e 27 s 74          | -                    | -              |
| 100 m brasse       | 4e 1 min 2 s 52 | Bronze 1 min 1 s 04  | Argent 1 min 1 s 25  | 6e 1 min 1 s 14  | Argent 59 s 78      | Argent 1 min 0 s 15  | 1/2 finales    |
| 200 m brasse       | -               | -                    | 1/2 finale           | 1/2 finale       | Bronze 2 min 9 s 91 | Bronze 2 min 11 s 03 | 20e des séries |
| 4 × 100 m 4 nages  |                 | Argent 3 min 36 s 55 | Argent 3 min 37 s 77 | 4e 3 min 36 s 98 | -                   | Or 3 min 31 s 32     | -              |

#### En petit bassin
- Championnats d'Europe 2002 à Riesa (Allemagne) :
  -  Médaille d'argent du 100 m brasse
- Championnats d'Europe 2008 à Rijeka (Croatie) :
  -  Médaille d'or du 200 m brasse
  -  Médaille d'argent du 100 m brasse
- Championnats d'Europe 2009 à Istanbul (Turquie) :
  -  Médaille de bronze du relais 4 × 50 m quatre nages

### Jeux méditerranéens
- Jeux méditerranéens 2005 à Almería (Espagne) :
  -  Médaille d'or du 100 m brasse
  -  Médaille d'or du 200 m brasse

### Championnats du monde militaire
- Championnats du monde militaire 2009 à Montréal (Canada) :
  -  Médaille d'or du 50 m brasse
  -  Médaille d'or du 100 m brasse
  -  Médaille d'or du 200 m brasse

### Championnats de France

#### En petit bassin
| Discipline / Année | 50 m brasse | 100 m brasse    | 200 m brasse      |
| 2012               | 1er 27 s 39 | 1er 59 s 45     | 1er 2 min 8 s 23  |
| 2011               | 3e 27 s 76  | 2e 58 s 99      | 1er 2 min 8 s 33  |
| 2010               | 4e 27 s 94  | 2e 1 min 0 s 15 | 5e 2 min 13 s 30  |
| 2009               | 1er 27 s 09 | 1er 59 s 14     | 1er 2 min 6 s 00  |
| 2008               | 1er 27 s 72 | 1er 59 s 54     | 1er 2 min 8 s 70  |
| 2007               | 2e 28 s 02  | 1er 59 s 35     | 1er 2 min 9 s 63  |
| 2006               | 1er 27 s 76 | 1er 59 s 49     | 1er 2 min 10 s 36 |
| 2005               | 1er 27 s 48 | 1er 59 s 30     | 1er 2 min 10 s 14 |

### Records
- Record d'Europe du 200 m brasse, en petit bassin, avec un temps de 2 min 4 s 59 réalisé à Rijeka, le 14 décembre 2008, lors de la finale des Championnats d'Europe.
- Record d'Europe du 100 m brasse, en grand bassin, avec un temps de 58 s 64 réalisé à Rome, le 27 juillet 2009, lors de la finale des Championnats du monde.

## Décorations
|  |  |

Intitulés
- Officier de l'ordre national du Mérite[3].
- Chevalier de l’ordre du mérite du conseil international du sport militaire[4].
- Médaille de la jeunesse, des sports et de l'engagement associatif, bronze